# آندره (بازیکن فوتبال، زاده ۲۰۰۱)
آندره (انگلیسی: André؛ زادهٔ ۱۶ ژوئیهٔ ۲۰۰۱) بازیکن فوتبال اهل برزیل است که در حال حاضر برای باشگاه فوتبال فلومیننزه بازی می‌کند. 
وی همچنین در تیم ملی فوتبال برزیل بازی کرده است.